# Bis(salicyliden)ethylendiamin
Bis(salicyliden)ethylendiamin (H2-Salen) ist eine chemische Verbindung, die nach Deprotonierung der beiden OH-Funktionen, als chelatisierender Ligand (Salen) in der Koordinationschemie und der homogenen Katalyse Anwendung findet.

## Herstellung
Bis(salicyliden)ethylendiamin kann durch Reaktion von Salicylaldehyd und Ethylendiamin in Ethanol dargestellt werden.

## Eigenschaften
Es handelt sich um einen hellgelb-glimmerigen Feststoff, der sich in polaren organischen Lösungsmitteln löst.

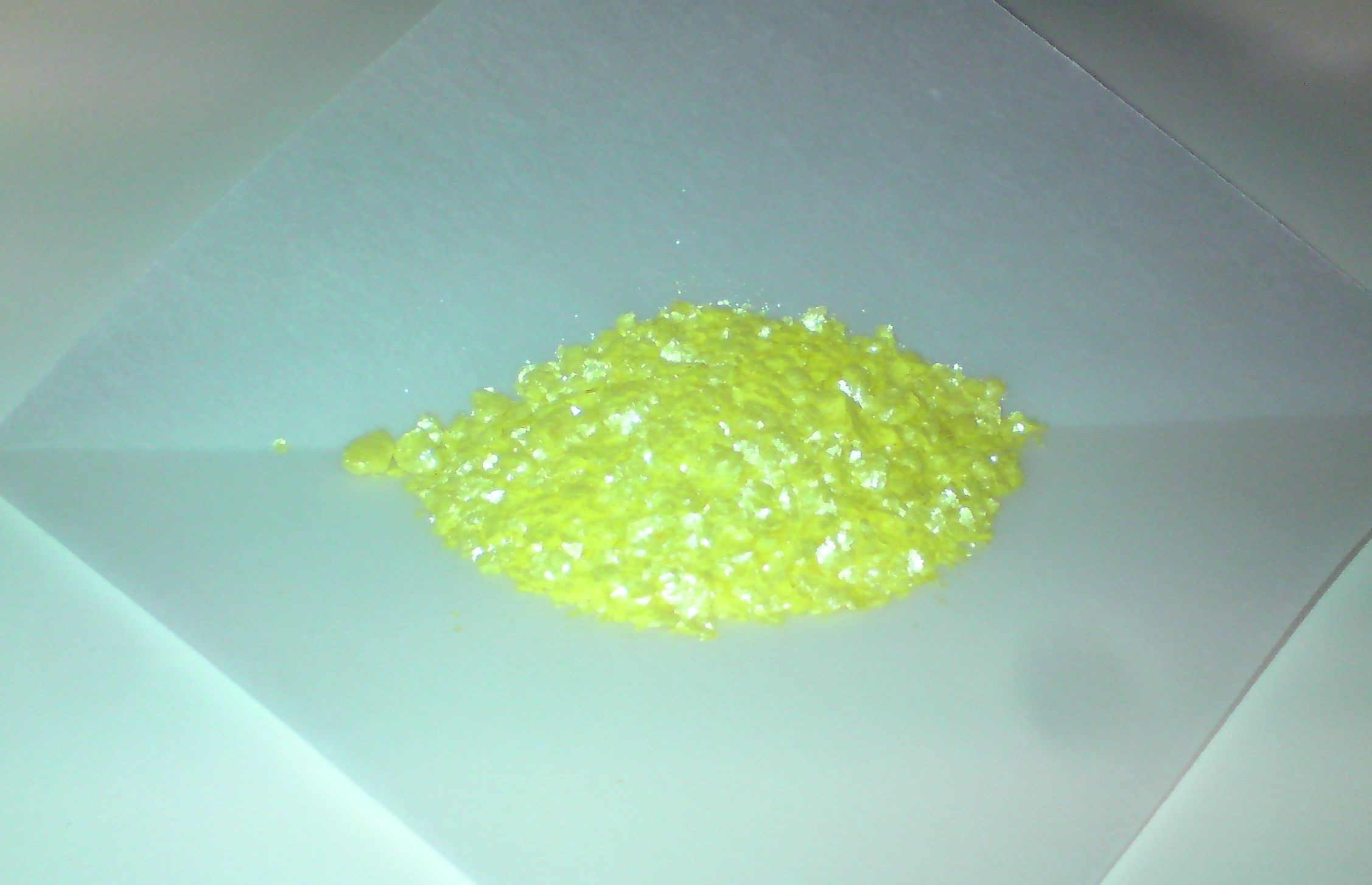
Kristallines Bis(salicyliden)ethylendiamin
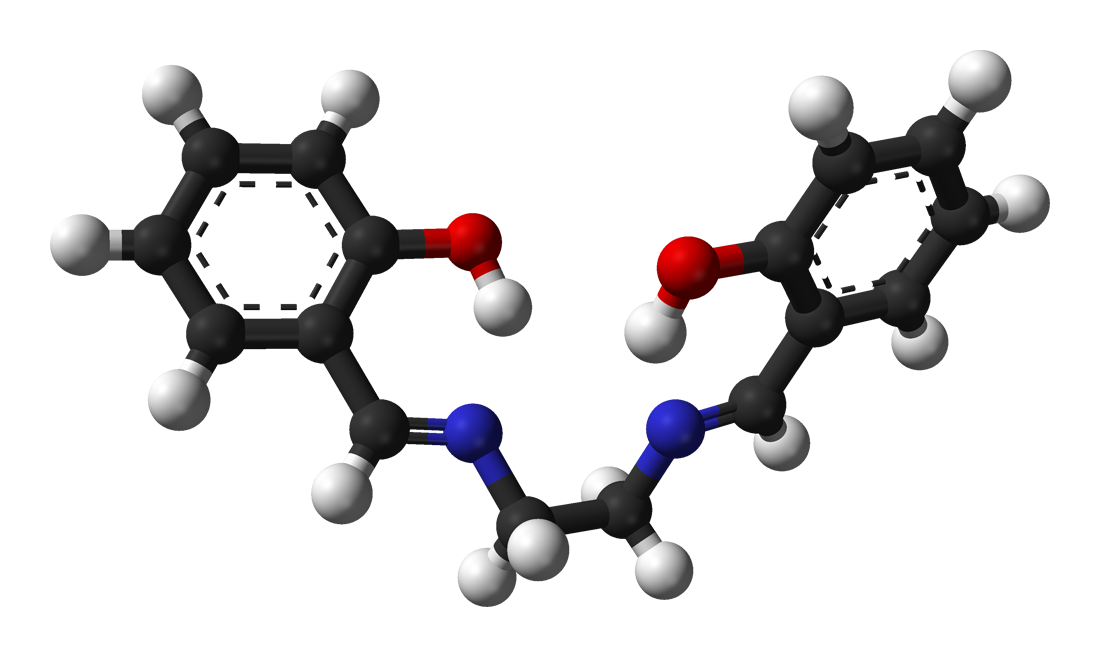
Das Molekül ist nicht planar